# Ardisia caudata
Ardisia caudata Hemsl. – gatunek roślin z rodziny pierwiosnkowatych (Primulaceae). Występuje naturalnie w Chinach (w prowincjach Guangdong, Kuangsi, Kuejczou, Syczuan oraz Junnan) i północnym Wietnamie. 

## Morfologia
PokrójZimozielony krzew dorastający do 0,5–1 m wysokości.
LiścieBlaszka liściowa ma eliptycznie lancetowaty lub podługowaty kształt. Mierzy 6–13 cm długości oraz 2–3 cm szerokości, jest karbowana na brzegu, ma stłumioną nasadę i spiczasty lub ogoniasty wierzchołek. Ogonek liściowy jest owłosiony i ma 5–8 mm długości.
KwiatyZebrane w wierzchotkach wyrastających z kątów pędów. Mają działki kielicha o owalnym kształcie i dorastające do 3–4 mm długości. Płatki są owalne i mają różową barwę oraz 3–4 mm długości.
OwocPestkowce mierzące 6 mm średnicy, o kulistym kształcie.

## Biologia i ekologia
Rośnie na brzegach cieków wodnych oraz w lasach. Występuje na wysokości od 1000 do 2200 m n.p.m.